# Friedrich Kaulbach (Philosoph)
Friedrich Kaulbach (* 15. Juni 1912 in Nürnberg; † 10. Mai 1992 in Heilsbronn) war ein deutscher Philosoph.

## Biografie
Friedrich Kaulbach war Sohn des Nürnberger Arztes Wilhelm Joseph Kaulbach und Enkel Friedrich Kaulbachs, des Hofmalers des Königs von Hannover. Zunächst besuchte er das Melanchthon-Gymnasium in Nürnberg. Ab 1931 studierte er an der Universität Erlangen Philosophie, dann für ein Semester in Freiburg bei Martin Heidegger sowie auch in München. Im Jahr 1937 schloss er das Studium an der Universität Erlangen mit einer Promotion bei dem Emil-Lask-Schüler Eugen Herrigel ab. Die Dissertation trägt den Titel: Zur Logik und Kategorienlehre des mathematischen Gegenstandes und verteidigt die unabdingbare anschauliche Grundlegung der Mathematik. 1937 wurde er zum Militärdienst eingezogen und musste wegen des Ausbruchs des Zweiten Weltkrieges bis 1945 Soldat bleiben. Im Jahr 1944 heiratete er die Elfriede Steinmann. 1945 wurde er Dozent an der Pädagogischen Hochschule Braunschweig, wo er sich bei Hermann Glockner habilitierte. Sein Thema lautete: „Philosophische Grundlagen einer wissenschaftlichen Symbolik“. Kaulbach knüpft dabei an Cassirers (Ernst Cassirer) „Philosophie der symbolischen Formen“ an und arbeitet die Leib- und Anschauungsgrundlage von Symbolen heraus, was einen Brückenschlag zur Phänomenologie bedeutet. Sein erstes Buch nach dem Krieg: Das sittliche  Sein und das Sollen (1948) war für ihn zugleich Programmschrift. Er widmet sich darin in Deutung und Weiterbildung der Transzendentalphilosophie Kants dem theoretischen wie auch praktischen Handeln, das unter methodisch gesicherten Gesichtspunkten zu stehen hat. Einer der wichtigsten Gesichtspunkte darin: Es gibt kein politisch gerechtfertigtes Handeln, das sich nicht dialogisch aufgrund anerkannter Normen rechtfertigen kann. Das „praktische Subjekt“ hat damit auf dem Boden allgemeiner und gemeinsamer Normen zu stehen oder es ist kein solches.
Seit 1959 war Kaulbach außerordentlicher und ab 1969 (bis 1980) ordentlicher Professor an der Universität Münster, bevor er ab 1980 wieder an der Universität Erlangen Gastveranstaltungen (bis 1990) abhielt. Nach der Philosophie Immanuel Kants, dem er mehrere Bücher und wichtige Aufsätze widmete (z. B. „Das Prinzip Handlung in der Philosophie Kants“), wurde ein zweiter Schwerpunkt seines Nachdenkens die Philosophie Friedrich Nietzsches, vgl. „Nietzsches Idee einer Experimentalphilosophie“ (1980). Der erste seiner beiden späteren Entwürfe war zum einen eine breit angelegte „Philosophie der Beschreibung“, in der der Versuch gemacht wurde, aus dem anschaulichen Beschreiben eine Erkenntnismethode in Korrespondenz zur Phänomenologie zu machen. Der zweite Entwurf einer Philosophie des Perspektivismus, der wiederum an Nietzsche anschloss, blieb nach dem ersten fertigen Band unvollendet.
Bekannte Schüler Kaulbachs waren unter anderen Volker Gerhardt und Reinhard Knodt. Seine letzte Schülerin Ursula Reitemeyer-Witt entwickelte auf der Grundlage eines an die Würde des Menschen gekoppelten Leib-Begriffs eine praktische Anthropologie, die an Kaulbachs handlungstheoretische Interpretation in Kants Erkenntnistheorie anknüpft.

## Publikationen
- Das sittliche Sein und das Sollen (Schriftenreihe der Kant-Hochschule Braunschweig, Heft 2). Waisenhaus-Buchdruckerei, Braunschweig 1948.
- Philosophische Grundlegung zu einer wissenschaftlichen Symbolik. Westkulturverlag Anton Hain, Meisenheim am Glan 1954.
- Die Metaphysik des Raumes bei Leibniz und Kant. Kölner Universitäts-Verlag, Köln 1960.
- Der philosophische Begriff der Bewegung. Studien zu Aristoteles, Leibniz und Kant. Böhlau, Köln/Graz 1965.
- Kritik und Metaphysik. de Gruyter, Berlin 1966.
- Philosophie der Beschreibung. Böhlau, Köln 1968.
- Immanuel Kant de Gruyter, Sammlung Göschen, Berlin 1969. Zweite Auflage 1982, mit Volker Gerhardt.
- Einführung in die Metaphysik. Wissenschaftliche Buchgesellschaft, Darmstadt 1972.
- Ethik und Metaethik. Wissenschaftliche Buchgesellschaft, Darmstadt 1974
- Das Prinzip Handlung in der Philosophie Kants. de Gruyter, Berlin/New York 1978
- Recht und Gesellschaft. Fs. für Helmut Schelsky, Duncker & Humblot, Berlin 1978.
- Nietzsches Idee einer Experimentalphilosophie. Böhlau, Köln/Wien 1980
- Philosophie als Wissenschaft. Eine Anleitung zum Studium von Kants Kritik der reinen Vernunft. Gerstenberg, Hildesheim 1981.
- Einführung in die Philosophie des Handelns. Wissenschaftliche Buchgesellschaft, Darmstadt 1982.
- Studien zur späten Rechtsphilosophie Kants und ihrer transzendentalen Methode. Königshausen & Neumann, Würzburg 1982.
- Ästhetische Welterkenntnis bei Kant. Königshausen & Neumann, Würzburg 1984.
- Sprachen der ewigen Wiederkunft. Königshausen & Neumann, Würzburg 1985.
- Immanuel Kants Grundlegung zur Metaphysik der Sitten. Wissenschaftliche Buchgesellschaft, Darmstadt 1988.
- Philosophie des Perspektivismus. Teil 1. Wahrheit und Perspektive bei Kant, Hegel und Nietzsche. Mohr, Tübingen 1990.
- Recht und Natur. Duncker & Humblot, Berlin 1992.
- Philosophie des Perspektivismus. Königshausen & Neumann, Würzburg 1992.